# Wandignies-Hamage
Wandignies-Hamage is een gemeente in het Franse Noorderdepartement (Frans: département du Nord). De gemeente ligt aan de Scarpe. Wandignies-Hamage telde op 1 januari 2022 1.310 inwoners.

## Geschiedenis
De gemeente bestaat uit de plaatsjes Wandignies en Hamage. Rond 625 werd in Hamage de abdij van Hamage opgericht door Gertrudis de Oude. In de 11de eeuw werd de abdij verenigd met de nabijgelegen abdij van Marchiennes. In Hamage bleef daarna nog een priorij bestaan.

## Geografie
De oppervlakte van Wandignies-Hamage bedroeg op 1 januari 2022 6,3 vierkante kilometer; de bevolkingsdichtheid was toen 207,9 inwoners per km².

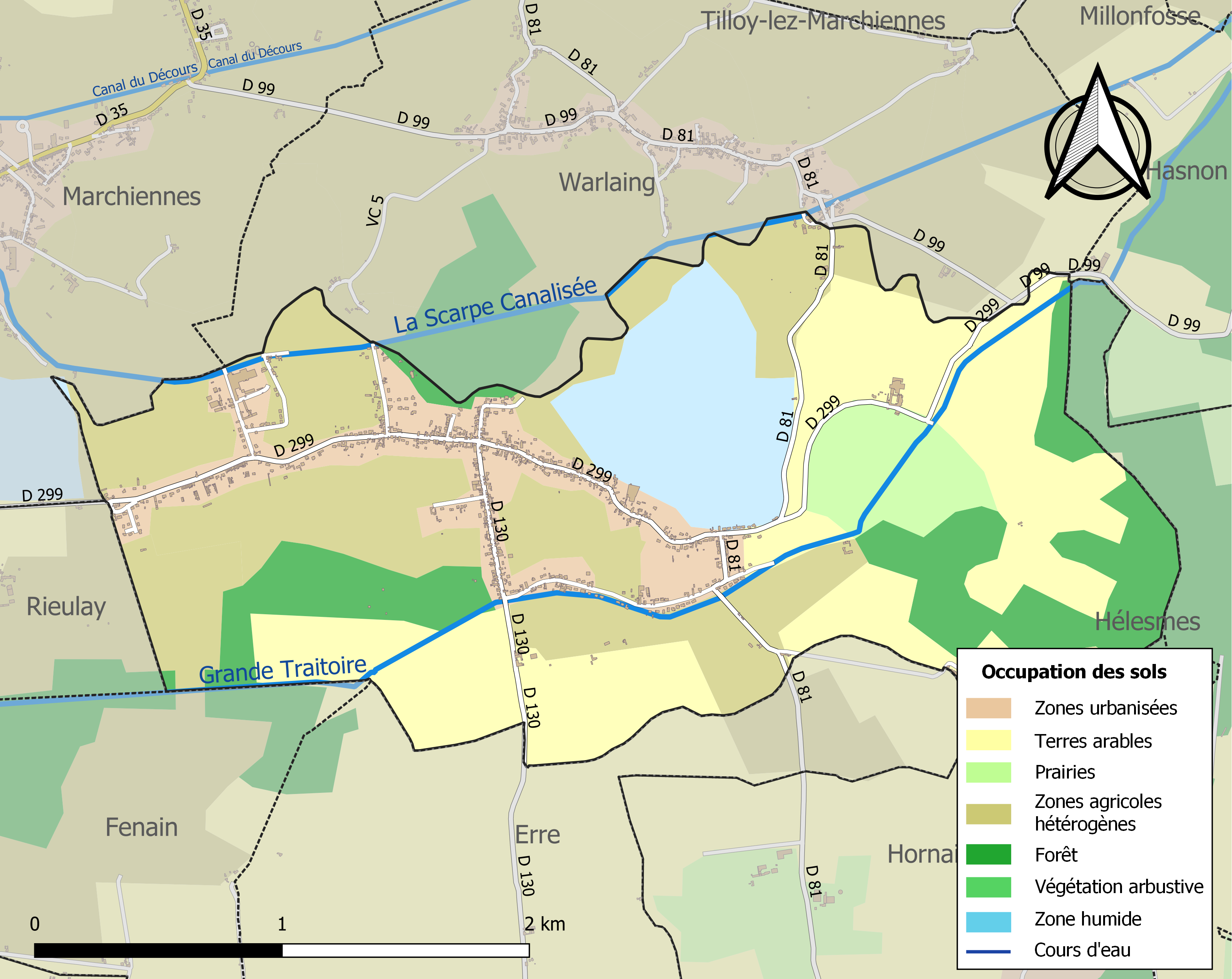
Kaart van de gemeente met belangrijkste infrastructuur, bodemgebruik en omliggende gemeenten

## Bezienswaardigheden
- De Sint-Vincentius a Paulokerk (Église Saint-Vincent-de-Paul) is een neoclassicistisch kerkgebouw van 1818.
- Van de Abdij van Hamage uit de 13e eeuw zijn nog enkele overblijfselen, zoals muurresten, aanwezig.

## Natuur en landschap
Ten noorden van het dorp ligt het Marais de Sonneville, een moerasgebied. Ook stroomt daar de gekanaliseerde Scarpe. In het zuiden loopt de Grande Tratoire. De hoogte aan de kerk bedraagt 19 meter.

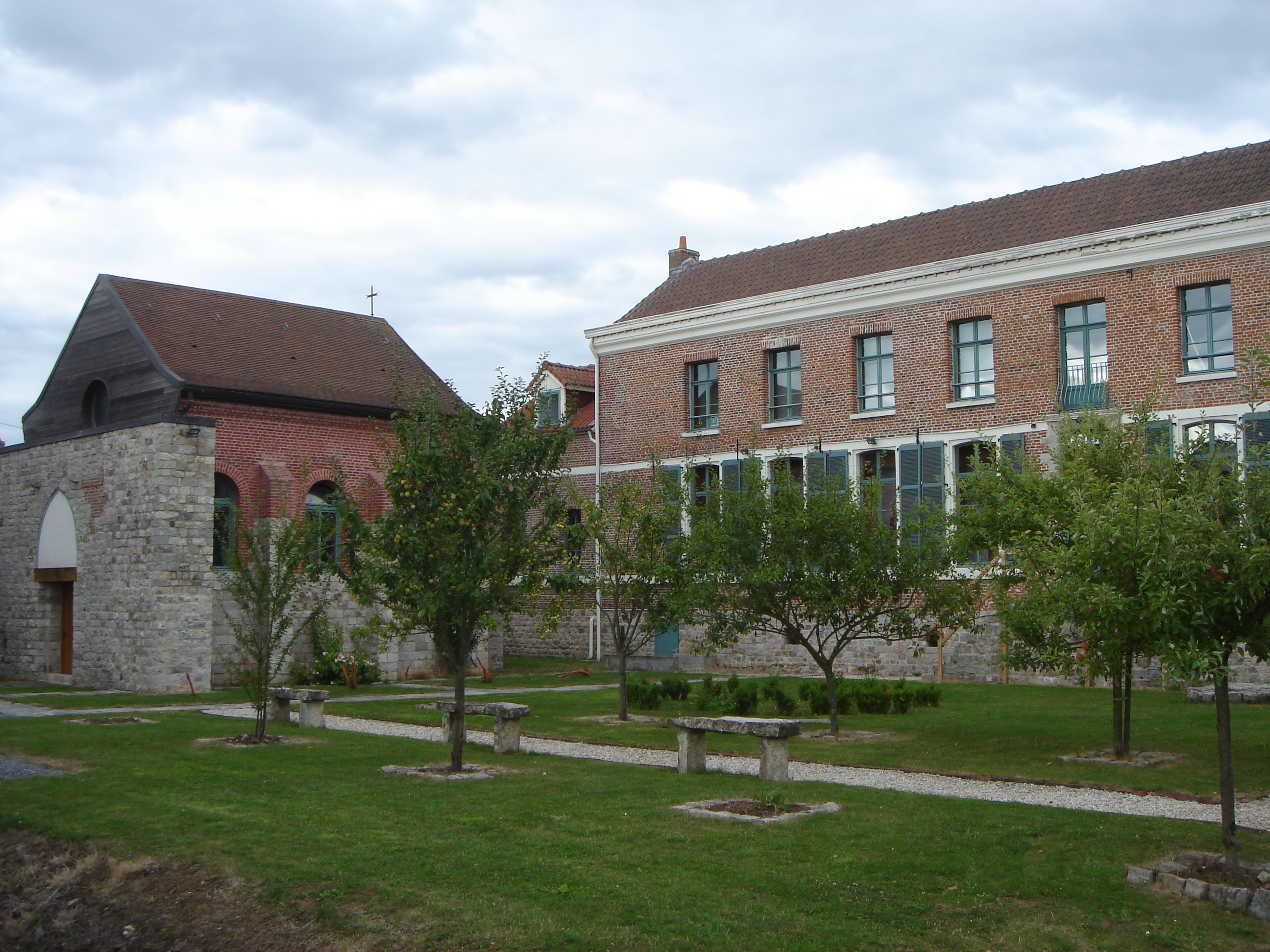
Abdij van Hamage

## Demografie
Onderstaande figuur toont het verloop van het inwonertal (bron: INSEE-tellingen).

## Verkeer en vervoer
In de gemeente ligt het gesloten spoorwegstation Wandignies-Hamage.

## Sport
In het zuiden van de gemeente eindigde de kasseistrook van Hornaing naar Wandignies-Hamage, een kasseistrook van 3700 meter die tot en met 2010 werd opgenomen in het parcours van de wielerklassieker Parijs-Roubaix.

## Nabijgelegen kernen
Warlaing, Hornaing, Erre, Rieulay, Marchiennes